# Домагой
Домагой е княз на неретляните, който завзема властта в Приморска Хърватия около 864 г. и управлява страната до смъртта си дванадесет години по-късно.
Враг е на Византия, която подкрепя опитите за възстановяване на свалената династия на Търпимировичите. Империята напада владенията му през 871 г.
Като съюзник (или васал) на източнофранкския крал Людовик Немски през същата година Домагой помага за прогонването на арабите от италийския град Бари. Със силната си флота той води продължителни войни с Венеция, опустошавайки през 876 г. западното крайбрежие на Истрия.